# Aljaksandr Paŭlaŭ
Aljaksandr Paŭlaŭ (in bielorusso Аляксандр Паўлаў?; Bjalyničy, 18 agosto 1984) è un ex calciatore bielorusso, di ruolo centrocampista.

## Palmarès

### Club
- Campionato bielorusso: 6

BATĖ Borisov: 2009, 2010, 2011, 2012, 2013, 2014
- Coppa di Bielorussia: 1

BATĖ Borisov: 2009-2010
- Supercoppa di Bielorussia: 2

BATĖ Borisov: 2013, 2014